# Курсару
Курсару (рум. Cursaru) — село у повіті Горж в Румунії. Входить до складу комуни Плопшору.
Село розташоване на відстані 212 км на захід від Бухареста, 41 км на південь від Тиргу-Жіу, 49 км на північний захід від Крайови.

## Населення
За даними перепису населення 2002 року у селі проживали 248 осіб, усі — румуни. Усі жителі села рідною мовою назвали румунську.